# East Pilbara Shire
Koordinaten: 23° 21′ S, 119° 44′ O

Das Shire of East Pilbara ist ein lokales Verwaltungsgebiet (LGA) im australischen Bundesstaat Western Australia. Mit 379.571 km² ist es die größte LGA in Australien. Sie hat etwa 10.600 Einwohner (2016).
East Pilbara ist nach Avannaata und Sermersooq, mit rund 380 000 km², die drittgrößte Gemeinde der Welt. Sie ist etwa so groß wie Japan.
East Pilbara liegt im Norden des Staates etwa 1000 bis 1600 Kilometer nordöstlich der Hauptstadt Perth. Der Sitz des Shire Councils befindet sich in der Stadt Newman, wo etwa 4600 Einwohner leben (2016).

## Verwaltung
Der East Pilbara Council hat elf Mitglieder, die von den Bewohnern der sechs Wards (sechs aus dem South Ward und je eines aus dem North, North West, East, Central und Lower Central Ward) gewählt werden. Aus dem Kreis der Councillor rekrutiert sich auch der Ratsvorsitzende und Shire President.